# Milan Milišić
Milan Milišić (Dubrovnik, 6. jul 1941 — Dubrovnik, 5. oktobar 1991) bio je srpski pjesnik, pisac, prevodilac i univerzitetski predavač iz Dubrovnika. Pisao je književnost za djecu, poeziju, romane, putopise, eseje, drame i prevodio svjetske klasike sa engleskog jezika.

## Biografija
Rođen je u srpskoj porodici porijeklom iz Trebinja.
Školovao se u Dubrovniku i Beogradu, gdje je na Filološkom fakultetu završio studije svjetske književnosti. Završava fakultet 1967. i seli se u London, gdje živi do 1970. kada se vraća u rodni Dubrovnik.
Godine 1986. je bio gostujući predavač na Univezitetu NYU (New York University) a 1990. kao Fullbajtov stipendista boravi na Univerzitetu Amherst (University of Massachusetts Amherst) u SAD-u.
Prevodio je s engleskog jezika. Između ostalih preveo je Tolkienovo djelo Hobit (zajedno sa svojom prvom suprugom Mary Martin), pjesme Robert Frosta i neke od drama Harold Pintera.
Godine 1975. Dubrovačko pozorište Marin Držić izvodi Milišićevu dramu Lov na bljedolikog u režiji Ivice Kunčevića. Uređivao je omladinski list Laus i časopis Dubrovnik i od 1987. radio kao pozorišni dramaturg.
Dubrovački omladinski list Laus objavio je 1984. Milišićev tekst Život za slobodu za koji ga je dubrovački SUBNOR optužio za napad na tekovine socijalizma i NOR-a. "Općinsko javno tužilaštvo u Dubrovniku, svojim aktom Kt – 31/83 od 18. veljače 1983. godine, podiglo je optužni prijedlog protiv Milana Milišića zbog krivičnog djela širenje lažnih vijesti iz članka 197 stav l KZ SRH. Na osnovi tog optužnog prijedloga 13. svibnja 1983. godine održano je suđenje Milanu Milišiću pred vijećem Općinskog suda u Dubrovniku i istog dana donesena je i objavljena presuda K – 62/83 – 14, kojom je Milišić proglašen krivim za krivično djelo širenja lažnih vjesti iz članka 197 stav l KZ SRH, pa mu je izrečena uvjetna osuda kojom mu je utvrđena kazna zatvora u trajanju od 7 mjeseci, s tim da se utvrđena kazna neće izvršiti ako okrivljeni ne počini novo krivično djelo u roku od tri godine."
Tokom borbi za Dubrovnik 1991. godine, granata je pala na njegov stan i tada je Milan Milišić poginuo. Sahranjen je dva dana kasnije na dubrovačkom groblju Boninovo.

## Nasljeđе
O njegovom životu, smrti i književnom djelu napisan je veći broj tekstova u BiH, Srbiji i Hrvatskoj. O Milišiću su pisali Tonko Maroević, Miljenko Jergović Mario Kopić,, Vojo Šindolić,, Predrag Čudić i mnogi drugi.
Godine 2011. scenskim recitalom Ljubičasti Stradun je dubrovački Studentski teatar Lero obilježio 70. godišnjicu rođenja i 20. godišnjicu smrti Milana Milišića. Istim povodom je u Art Radionici Lazareti održana izložba novinarskog i publicističkog rada Milana Milišića. 
Iste 2011. godine IK Geopoetika iz Beograda prvi put objavljuje Milišićev nedovršeni roman Oficirova kći.
Studentski teatar „Lero” na 63. Dubrovačkim ljetnim igarama 2012. godine premijerno prikazuje predstavu Mjesečina za Lady Macbeth u režiji i dramatizaciji Davora Mojaša, a prema fragmentima iz književnih radova Milana Milišića.
Pozorište „Marin Držić” u Dubrovniku 2015. godine premijerno izvodi poemu Milana Milišića Kad' je Bog stvarao Dubrovnik.
Godine 2020. sklopu 71. Dubrovačkih ljetnih igara izvedena je peripatetička predstava koja se sadržajno temelji na poeziji dubrovačkih pjesnika, a u režiji Dore Ruždjak Podolski i Marine Pejnović. Naziv predstave Dubrovačka zrcala – tri struka lovorike, pelina i vrijesa preuzet je dijelom od Milišića ('Dubrovačka zrcala' urednički je naslov knjige njegovih postumno izdanih eseja (Geopoetika, Beograd, 2007).
Godine 2020. U izdanju Društva dubrovačkih pisaca Mario Kopić i Vedran Salvia objavljuju opsežnu zbirku polemičnih tekstova o dubrovačkoj kulturi posvećenu Milanu Milišiću.
Na tridesetu godišnjicu Milišićeve smrti grad Dubrovnik je 2021. postavio spomen-ploču u Župskoj ulici broj 5, gdje je Milišić živio i poginuo.

## Djela
- Volele su me dve sestre, skupa (Vidici, Beograd, 1970)
- Koga nema (Prosveta, Beograd, 1972)
- Hobit (prijevod, 1975)
- Zgrad (Rad-Narodna knjiga-BIGZ, Beograd, 1977)
- Having a Good Time (Narodna knjiga, Beograd, 1981)
- Mačka na smeću (BIGZ, Beograd, 1984)
- Tumaralo (Dubrovnik, Dubrovnik, 1985)
- Vrt bez dobi (KPZ, Dubrovnik, 1986)
- Volile su me dvije sestre skupa (Svjetlost, Sarajevo, 1989)

Postumno objavljeno
- Stains (Zagreb-Dubrovnik, 1993)
- Treperenje (Hrvatska sveučilišna naklada, Zagreb, 1994)
- Nastrana vrana (SIC, Beograd, 1995)
- Robert Frost, Izabrane pjesme (prijevod 1996)
- Stvaranje Dubrovnika (Bosanska knjiga, Sarajevo, 1996)
- Treperenje (Stubovi kulture, Beograd, 1997)
- Mrtvo zvono (Feral Tribune, Split, 1997)
- Otoci (Durieudž, Zagreb, 1997)
- Putopisi (Bosanska knjiga, Sarajevo, 1997)
- Fleka, e (Meandar, Zagreb, 2001)
- Hommage Milišiću, autor Jelena Trpković; et al (LIR BG, Beograd, 2005)
- Dubrovačka zrcala, (Geopoetika, Beograd, 2007)
- Bog i Marin (Dom Marina Držića, Dubrovnik, 2008)
- Oficirova kći (Geopoetika, Beograd, 2011)[29]
- Sabrana poezija (Kulturni centar Novog Sada, 2016)[30]